# Вилла Ла Рош / Жаннере
Вилла Ла Рош/Жаннере — один из первых крупных проектов Ле Корбюзье, создававшийся им, совместно с Пьером Жаннере, с 1923 по 1925 год. Объединяет здания виллы Ла Рош (фр. Maison La Roche) и виллы Жаннере. С 1970 года в здании располагается Фонд Ле Корбюзье. С 2016 года вилла, вместе с другими работами Ле Корбюзье, входит в список Всемирного наследия ЮНЕСКО.

## История
Вилла Ла Рош / Жаннере стала новым этапом в процессе становления стиля Ле Корбюзье. Она была спроектирована и построена в 1923—1925 годах. Местом строительства стал пригород Парижа Отёй (фр. Auteuil), в то время самостоятельный город, а ныне — часть XVI округа Парижа.
Изначально вилла была частью более масштабного проекта: в Отёе предполагалось построить целую «улицу вилл» для представителей элиты. Строительством должен был заниматься Ле Корбюзье, причём улица должна была продемонстрировать возможности нового архитектурного стиля. В итоге была построена всего одна вилла, но именно благодаря ей архитектурный модернизм окончательно оформился в качестве самостоятельного стиля.

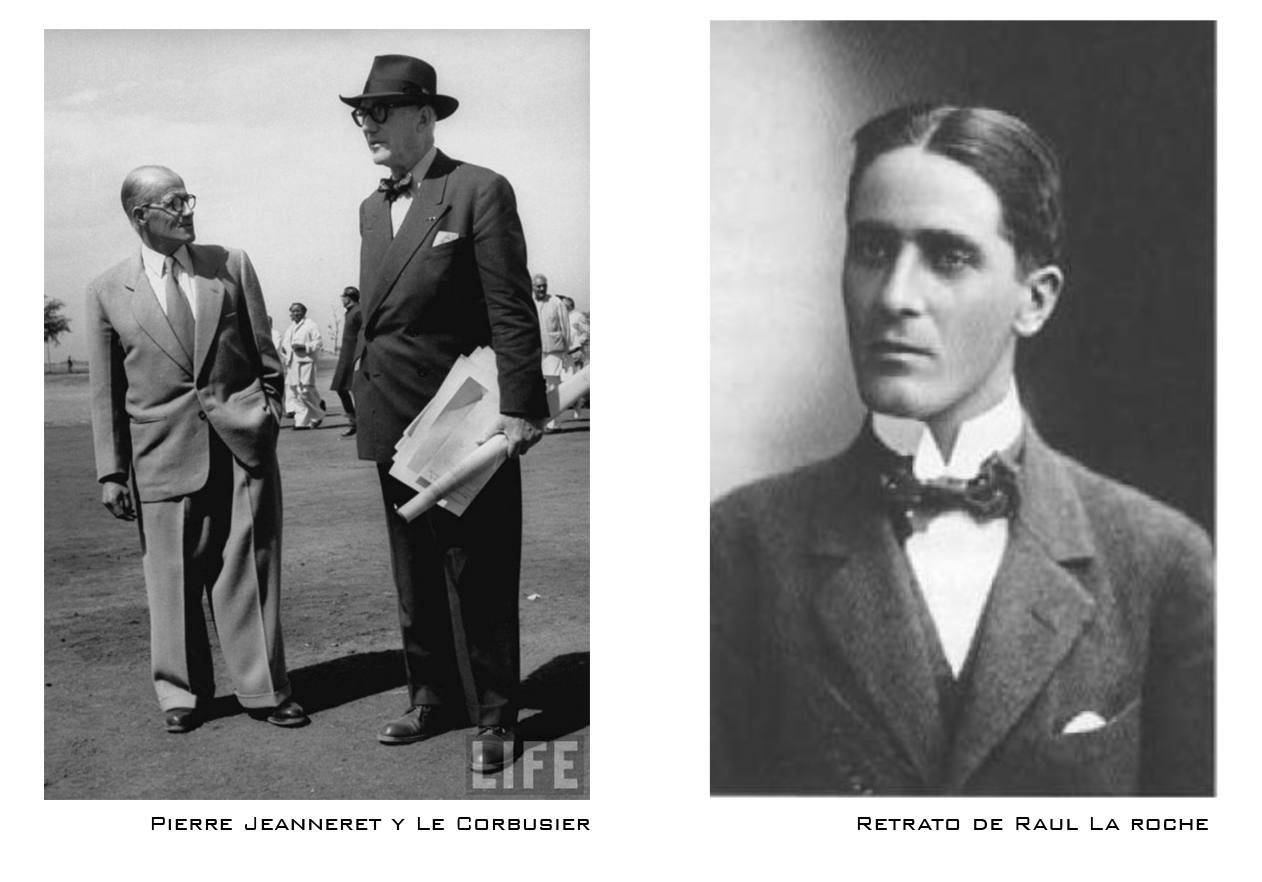
Пьер Жаннере, Ле Корбюзье и Рауль Ла Рош

Двойное имя виллы объясняется тем, что у неё было два хозяина. Здание изначально планировалось как два смежных дома, принадлежащих двум семьям. Первый предназначался для брата Ле Корбюзье Альбера Жаннере и его семьи, второй — для Рауля Ла Роша, швейцарского банкира и собирателя нового, модернистского искусства, в коллекции которого были и картины самого Ле Корбюзье. Именно Ла Рош заказал Ле Корбюзье строительство здания, которое стало бы одновременно и его личной резиденцией, и местом для размещения его обширной коллекции.
Несмотря на инновационность с архитектурной точки зрения, с практической качество оставляло желать лучшего, поэтому деградировать здание начало быстро: первый ремонт потребовался уже в 1928 году. Шарлотта Перриан, которая его проводила, пришла в ужас от качества строительства: так, к трубам не было доступа, поскольку они были вмонтированы в бетон. «Моя вилла, как красивая женщина, капризна и дорого стоит», — отшучивался Ле Корбюзье. Впоследствии новые владельцы ограничивались тем, что белили стены и фасады, полагая, что белый цвет наиболее соответствует идее пуризма.
С 1970 года в здании располагается Фонд Ле Корбюзье, занимающийся сохранением и популяризацией наследия архитектора. Фонд заботится о сохранности виллы, а студия-ателье открыта для туристов.
В июле 2016 года дом был включён в список Всемирного наследия Юнеско.

## Архитектурные особенности
Проект включал в себя салон, столовую, спальни, кабинет, кухню, комнату для прислуги и гараж. Участок выходил на север, и ограничения по зонированию не позволяли окнам смотреть на окружающие задние сады. Поэтому было необходимо получить свет, создав светлые дворы, террасу и мансардные окна. На крыше есть терраса, похожая на палубу корабля.
К апартаментам Ла Роша Ле Корбюзье пристроил студию-ателье, в которой разместилась его коллекция и которая студия стала первым «домом на ножках», построенным архитектором. В его последующих проектах этот элемент претерпел некоторые изменения, но истоки этой архитектурной новации именно здесь, что придаёт вилле особое значение для истории архитектуры.

## Музей
В настоящее время в здание виллы расположен музей, содержащий около 8000 оригинальных рисунков, этюдов и планов Ле Корбюзье (в сотрудничестве с Пьером Жаннере с 1922 по 1940 год), а также около 450 его картин, 30 эмалей, 200 работ на бумаге и значительную коллекцию письменных и фотографических архивов. Сам музей описывает себя как самую большую в мире коллекцию рисунков, этюдов и планов Ле Корбюзье.